# Dillinger Four
Dillinger Four ist eine aus Minneapolis stammende US-Punkband. Seit ihrer Gründung 1994 veröffentlichte sie vier Studioalben, die ersten beiden davon auf dem Label Hopeless Records.
Ein drittes, Situationist Comedy betiteltes Album erschien 2002 bei Fat Wreck Chords, wo nach mehrjähriger Schaffenspause im Oktober 2008 auch der Nachfolger Civil War veröffentlicht wurde.

## Diskografie

### Studioalben
- 1998: Midwestern Songs of the Americas
- 2000: Versus God
- 2002: Situationist Comedy
- 2008: Civil War

### Sonstiges
- 1995: Higher Aspirations: Tempered and Dismantled (EP)
- 1996: The Kids Are All Dead (EP)
- 1997: More Songs about Girlfriends and Bubblegum (EP)
- 1999: This Shit Is Genius (EP-Compilation)
- 2003: Dillinger Four Live at First Avenue (Livealbum)